# Methuenfördraget
Methuenfördraget är ett avtal som England och Portugal skrev på 1703, medan spanska tronföljdskriget fortfarande rasade.

## Fördraget
Fördraget sade att inga tullar skulle tas ut när portugisiskt vin skickades till England, och när engelsk textil fraktades till Portugal.